# Zisterzienserinnenabtei La Asunción (Málaga)
Die Zisterzienserinnenabtei La Asunción ist seit 1977 ein Kloster der Zisterzienserinnen in Málaga (Spanien).

## Geschichte
1543 wurde in der heutigen Straße Calle San Bernardo el Viejo in Málaga das Zisterzienserinnenkloster San Bernardo gestiftet. Im 17. Jahrhundert trennten sich davon das Kloster Encarnación (Convento de las Recoletas Bernardas de la Santissima Encarnación, „Kloster der strengen Bernhardinerinnen von der allerheiligsten Menschwerdung Gottes“) und die Abadía de Santa Ana de Recoletas Bernardas del Císter, auch bekannt als Abadía del Císter oder Santa Ana. Durch Zusammenlegung der Klöster San Bernardo und Encarnación wurde 1977 am Ort El Atabal im Stadtteil Puerto de la Torre von Málaga das neu erbaute Kloster La Asunción (Monasterio de la Asunción de Nuestra Señora El Atabal, „Mariae Himmelfahrt“) gegründet. Äbtissin ist derzeit Mercedes Partido. 